# Aralia laevis
Aralia laevis là một loài thực vật có hoa trong Họ Cuồng. Loài này được J.Wen mô tả khoa học đầu tiên năm 1993.